# Alwin Hartmann (Politiker, 1840)

Alwin Hartmann (1861)

Alwin Hartmann (* 1. Oktober 1840 in Pulsnitz; † 24. November 1921 in Plauen) war ein deutscher Jurist und Reichstagsabgeordneter.

## Leben
Hartmann besuchte das Gymnasium in Zittau, St. Afra in Meißen und das Gymnasium in Görlitz. Nach dem Abitur studierte er Rechtswissenschaft an der Universität Leipzig, wo er 1861 Mitglied des Corps Lusatia Leipzig wurde. Er war ab 1864 Referendar bei dem Bezirksgericht Löbau und den Gerichtsämtern Ebersbach/Sa. und Bernstadt a. d. Eigen. Ab 1869 war er Assessor beim Bezirksgericht Bautzen und den Staatsanwaltschaften Dresden und Chemnitz. 1874 wurde er Staatsanwalt erst in Annaberg und ab 1878 in Plauen, wo er 1879 Erster Staatsanwalt beim Landgericht Plauen wurde. 1894 wurde er dort zum Landgerichtspräsident ernannt, was er bis 1910 blieb.
Als Mitglied der Deutschkonservativen Partei vertrat er von 1881 bis 1893 den Wahlkreis Königreich Sachsen 23 (Plauen, Oelsnitz, Klingenthal) im Reichstag.